# دبليو 35 (قنبلة نووية)
دبليو 35 هو رأس حربي نووي حراري من الجيل الأول. بحلول مارس 1958، كان تطور دبليو 35 غير مناسب. تم تعديله وهو عبارة عن تعديل بسيط من طراز تي اكس 28. وبحلول أغسطس عام 1958، تم إلغاء أول تصميم للرؤوس الحربية للقذائف واستبداله بـ دبليو 49.